# دهستان احمد فداله
دهستان احمد فداله، یکی از دهستان‌های بخش شهیون در شمال شهرستان دزفول در استان خوزستان است.

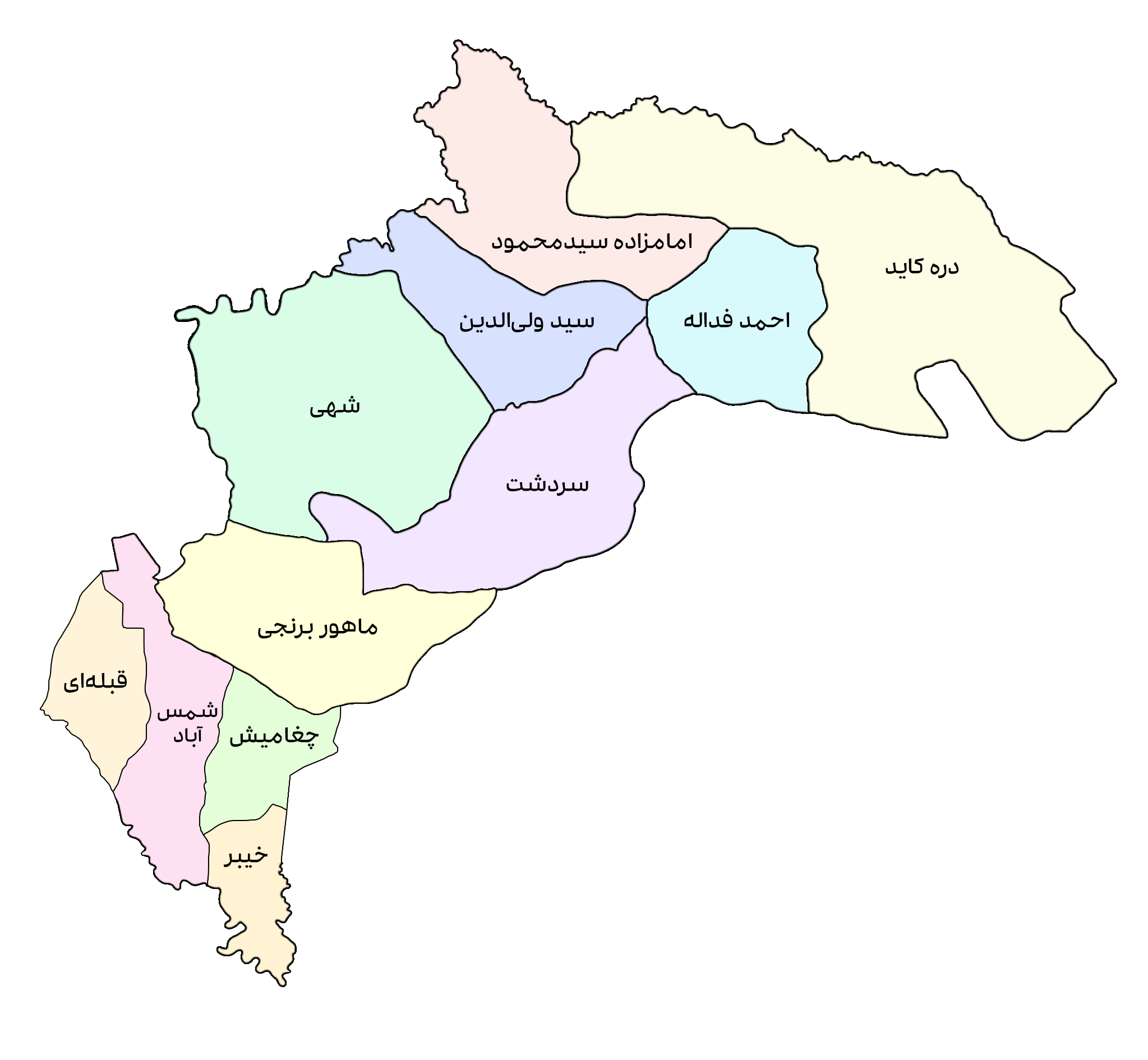
نقشه دهستان‌های شهرستان دزفول

مردم این منطقه از قومِ لرِبختیاری باب میوند می باشند.